# 鳴鶴站 (平安南道)
鳴鶴站（韓語：명학역）是朝鮮民主主義人民共和國平安南道北仓郡的一個鐵路車站，属于鳴鶴線。

## 邻近车站
鳴鶴線
得将站 - 鳴鶴站